# Uragano Ivan
L'uragano Ivan fu l'88º uragano atlantico per intensità che si sia mai registrato. Nel suo picco di maggior intensità, registrato l'11 settembre 2004 sopra il Golfo del Messico, era grande quanto lo stato del Texas.

## Impatto
Ivan causò danni catastrofici in Grenada e grandi danni in Giamaica, Grand Cayman, e nell'ovest di Cuba. Dopo aver raggiunto il picco, l'uragano si mosse verso nord-nordovest lungo il Golfo del Messico arrivando verso l'Alabama dove fu declassato a tempesta, causando comunque numerosi danni. Si stima che Ivan causò US$13 miliardi (2004 USD) in danni agli Stati Uniti, facendolo diventare il sesto uragano, in termini di danni economici, che aveva colpito la nazione.
Ivan uccise 64 persone nei territori dei Caraibi in Grenada e in Giamaica, 3 in Venezuela e 25 negli Stati Uniti, inclusi 14 in Florida. 32 morti negli Stati Uniti furono attribuiti indirettamente all'uragano.

## Foto

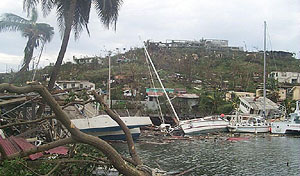
Dopo il passaggio di Ivan in Grenada

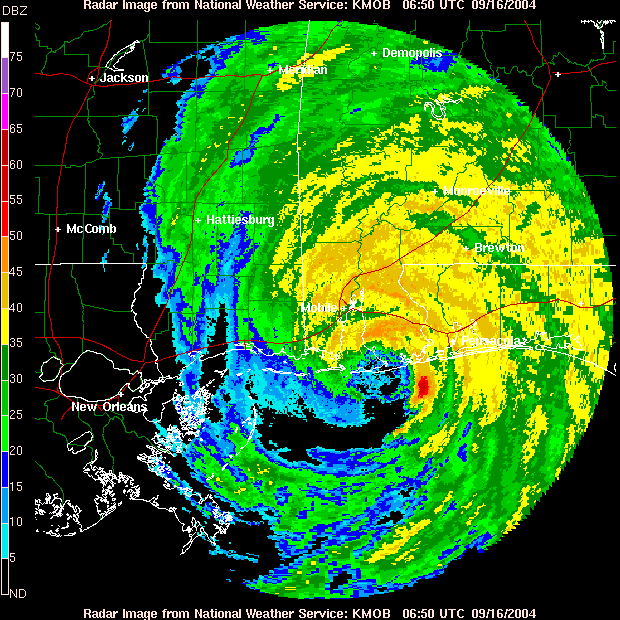
Hurricane Ivan nell'estremo est dell'Alabama.

### Vittime e danni per nazione
| Nazione                   | Vittime totali | Vittime dirette | Danni (USD)      |
| Barbados                  | 1              | 1               | $5 milioni       |
| Isole Cayman              | 2              | 1               | $3.5 miliardi    |
| Cuba                      | 0              | 0               | $1.2 miliardi    |
| Repubblica Dominicana     | 4              | 4               | Sconosciuti      |
| Grenada                   | 39             | 39              | $1.1 miliardi    |
| Giamaica                  | 17             | 17              | $360 milioni     |
| Saint Vincent e Grenadine | 0              | 0               | $40 milioni      |
| Saint Lucia               | 0              | 0               | $4.9 milioni     |
| Stati Uniti d'America     | 54             | 25              | $2.6 milioni     |
| Trinidad e Tobago         | 1              | 1               | $13 miliardi     |
| Venezuela                 | 3              | 3               | sconosciuti      |
| Totali:                   | 121            | 92              | ~$18.092 billion |